# Condado de Murray (Minnesota)
El condado de Murray (en inglés: Murray County), fundado en 1857 y con nombre en honor al político William Pitt Murray, es un condado del estado estadounidense de Minnesota. En el año 2000 tenía una población de 9.165 habitantes con una densidad de población de 5 personas por km². La sede del condado es Slayton.

## Geografía
Según la oficina del censo el condado tiene una superficie total de 1864 km² (719,7 mi²), de los que 1824 km² (704,2 mi²) son tierra y 39 km² (15,1 mi²) (2,10%) son agua. Este condado pertenece en parte a la cuenca de los ríos Misisipi y Misuri y dispone de numerosos lagos.

### Condados adyacentes
- Condado de Lyon - norte
- Condado de Redwood - noreste
- Condado de Cottonwood - este
- Condado de Nobles - sur
- Condado de Rock - suroeste
- Condado de Pipestone - oeste

### Principales carreteras y autopistas
- U.S. Autopista 59
- Carretera estatal 30
- Carretera estatal 62
- Carretera estatal 91
- Carretera estatal 267

## Demografía
Según el censo del 2000 la renta per cápita media de los habitantes del condado era de 34.966 dólares y el ingreso medio de una familia era de 40.893 dólares. En el año 2000 los hombres tenían unos ingresos anuales 27.101 dólares frente a los 19.636 dólares que percibían las mujeres. El ingreso por habitante era de 17.936 dólares y alrededor de un 8,30% de la población estaba bajo el umbral de pobreza nacional.

## Ciudades y pueblos
- Avoca
- Chandler
- Currie
- Dovray
- Fulda
- Hadley
- Iona
- Lake Wilson
- Slayton
- The Lakes

### Municipios
| - Municipio de Belfast - Municipio de Bondin - Municipio de Cameron - Municipio de Chanarambie - Municipio de Des Moines River - Municipio de Dovray - Municipio de Ellsborough - Municipio de Fenton - Municipio de Holly - Municipio de Iona | - Municipio de Lake Sarah - Municipio de Leeds - Municipio de Lime Lake - Municipio de Lowville - Municipio de Mason - Municipio de Moulton - Municipio de Murray - Municipio de Shetek - Municipio de Skandia - Municipio de Slayton |